# Jonathan Kazadi
Jonathan Malu Kazadi-Muyombu (Berna, 9 de junio de 1991) es un jugador de baloncesto suizo que actualmente pertenece a la plantilla del Lille Métropole Basket Clubs de la Pro B segunda división francesa. Con 1,95 metros de altura puede jugar tanto en la posición de Base como en la de Escolta. Es internacional absoluto con Suiza.

## Trayectoria profesional

### Inicios
Debutó con tan solo 15 años con el primer equipo de la LNA (temporada 2006-2007; 1 min en 1 partido en el que dio 1 asistencia). Estuvo en el club diez años (2006-2016).
Las tres siguientes temporadas (2007-2008, 2008-2009 y 2009-2010), las pasó a caballo entre el filial y el primer equipo.
En la temporada 2007-2008, ganó la LNA y la Copa de la Liga de Suiza. Jugó 28 partidos con el filial y 6 de liga y 4 de play-offs con el primer equipo, promediando con el filial 14 puntos, con el primer equipo en liga 2,8 puntos (57,1 % en tiros de 2 y 50 % en triples) y 1 rebote en 5,3 min, y con el primer equipo en play-offs 0,3 rebotes y 0,5 asistencias en 3,8 min.
En la temporada 2008-2009, ganó la Copa de la Liga de Suiza por 2ª vez. Jugó con el filial 12 partidos de liga y 4 de Nike International Junior Tournament y con el primer equipo 10 partidos de liga, 1 de play-offs y 6 de EuroChallenge.
Con el filial promedió en liga 13,3 puntos (64,8 % en tiros de 2 y 33,3 % en triples), 5,9 rebotes, 4,3 asistencias y 2,7 robos en 28,5 min, mientras que en el Nike International Junior Tournament promedió 12,8 puntos (53,6 % en tiros de 2 y 85,7 % en tiros libres), 3,5 rebotes, 1 asistencia y 1,8 robos.
Con el primer equipo promedió en liga 4,8 puntos (69,2 % en tiros de 2 y 52,9 % en triples), 1,4 rebotes y 1,2 asistencias en 11,3 min, en play-offs 3 puntos (1-1 de 3) y 1 rebote en 2 min, y en la EuroChallenge 2,3 puntos, 2,3 rebotes y 1,5 asistencias en 20,3 min de media.
En la temporada 2009-2010, ganó la Copa de la Liga de Suiza por 3ª vez. Jugó con el filial 3 partidos y con el primer equipo 27 partidos de liga y 11 de play-offs.
Con el filial promedió 26 puntos (75 % en tiros de 2 y 68,4 % en triples), 9 rebotes, 2,7 asistencias y 2,7 robos en 28,3 min. Con el primer equipo en liga promedió 4,9 puntos (56,9 % en tiros de 2 y 40,4 % en triples), 1,6 rebotes y 1,9 asistencias en 15 min, mientras que en play-offs promedió 6,5 puntos (52,4 % en tiros de 2, 88,2 % en triples y 100 % en tiros libres), 2 rebotes y 1,5 asistencias en 14,9 min.

### Consolidación
La temporada 2010-2011 fue la de su explosión (ya como jugador a todos efectos del primer equipo). Jugó 19 partidos de liga y 11 de play-offs, promediando en liga 10,2 puntos (52,9 % en tiros de 2, 34,7 % en triples y 79,3 % en tiros libres), 3,9 rebotes, 3,5 asistencias y 1,5 robos en 25,4 min, mientras que en play-offs promedió 7,6 puntos (39,3 % en triples), 2,9 rebotes, 2,4 asistencias y 1,4 robos en 22,6 min.
En la temporada 2011-2012, jugó 17 partidos de liga y 10 de play-offs, promediando en liga 7,7 puntos (30,6 % en triples y 69 % en tiros libres), 3,9 rebotes y 2,2 asistencias en 25,4 min, mientras que en play-offs promedió 6,2 puntos (54,8 % en tiros de 2), 3,3 rebotes, 2,3 asistencias y 1 robo en 21,8 min.
En la temporada 2012-2013, jugó 26 partidos de liga y 8 de play-offs, promediando en liga 8,8 puntos (61,4 % en tiros de 2, 37,3 % en triples y 75 % en tiros libres), 3,9 rebotes, 3,3 asistencias y 1,3 robos en 25,5 min, mientras que en play-offs promedió 4,4 puntos (33,3 % en triples y 75 % en tiros libres), 2,9 rebotes y 2,4 asistencias en 21,8 min.
En la temporada 2013-2014, jugó 27 partidos de liga y 11 de play-offs, promediando en liga 11,5 puntos (57,5 % en tiros de 2 y 32,1 % en triples), 5,1 rebotes, 4,5 asistencias y 1,1 robos en 27,5 min, mientras que en play-offs promedió 8,6 puntos (84,6 % en tiros libres), 3,8 rebotes y 3,5 asistencias en 26,3 min.
Fue el 6º máximo asistente de la LNA. A final de temporada fue elegido en el tercer mejor quinteto de la LNA y en el mejor quinteto de jugadores suizos de la LNA, ambas cosas por Eurobasket.com.
En la temporada 2014-2015, solo jugó 4 partidos de liga, promediando 9,8 puntos (54,5 % en tiros de 2 y 75 % en tiros libres), 4,3 rebotes, 4,3 asistencias y 1,3 robos en 27 min.
En la temporada 2015-2016, ganó la Copa de Suiza y la LNA por 2ª vez. Jugó 27 partidos de liga y 12 de play-offs, promediando en liga 13 puntos (59,6 % en tiros de 2, 38,5 % en triples y 74,7 % en tiros libres), 4,2 rebotes, 4 asistencias y 1 robo en 23,9 min, mientras que en play-offs promedió 13,4 puntos (55,2 % en tiros de 2 y 51,4 % en triples), 3,8 rebotes, 4,1 asistencias y 1,3 robos en 26,7 min.
A final de temporada fue nombrado MVP de las finales de la LNA y elegido en el segundo mejor quinteto de la LNA y por 2ª vez en el mejor quinteto de jugadores suizos de la LNA, todo ello por Eurobasket.com.
Disputó un total de 120 partidos de liga y 52 de play-offs con el conjunto de Friburgo en las seis últimas temporadas, promediando en liga 10,4 puntos (56,7 % en tiros de 2, 34,8 % en triples y 72,7 % en tiros libres), 4,4 rebotes, 3,6 asistencias y 1,1 robos en 25,6 min de media, mientras que en play-offs promedió 8,4 puntos (37,6 % en triples y 65,2 % en tiros libres), 3,3 rebotes, 3 asistencias y 1 robo en 23,6 min de media.

### Entente Orléans 45
Tras estos 10 años en el Fribourg Olympic, cambió de aires en la temporada 2016-2017, fichando por el Entente Orléans 45 francés.

### Club Baloncesto Ciudad de Valladolid
En la temporada 2018-2019 ficha por el Club Baloncesto Ciudad de Valladolid por una temporada con el objetivo de seguir escalando dentro de su carrera baloncestista aportando al equipo pucelano su buen manejo de balón y su tiro exterior.

## Selección Suiza

### Categorías inferiores
Internacional con las categorías inferiores de la selección de baloncesto de Suiza, disputó el Europeo Sub-18 División B de 2008, celebrado en Debrecen, Hungría, en el que la selección suiza quedó en 16.ª posición y el Europeo Sub-18 División B de 2009, celebrado en Sarajevo, Bosnia-Herzegovina, en el que la selección suiza quedó en 12.ª posición.
En el Europeo Sub-18 División B de 2008, jugó 8 partidos con un promedio de 9,1 puntos (65,4 % en tiros de 2 y 41,4 % en triples), 3,5 rebotes, 1,6 asistencias y 1,5 robos en 26 min de media. Fue el máximo asistente y el 1º en robos de su selección. Finalizó el Europeo Sub-18 División B de 2008 como el 19º en triples anotados (1,5 por partido).
En el Europeo Sub-18 División B de 2009, jugó 7 partidos con un promedio de 11,1 puntos (50 % en tiros de 2, 37,5 % en triples y 72,7 % en tiros libres), 2,3 rebotes, 1,9 asistencias y 1 robo en 24,7 min de media. Finalizó el Europeo Sub-18 División B de 2009 con el 10º mejor % de tiros libres.

### Absoluta
Debutó con la absoluta de Suiza en el EuroBasket División B de 2011, quedando Suiza 2ª del Grupo C.
Jugó 6 partidos con un promedio de 7 puntos (33,3 % en triples y 83,3 % en tiros libres), 4,2 rebotes y 3,8 asistencias en 28,2 min de media. Fue el máximo asistente de su selección. Finalizó el EuroBasket División B de 2011 como el 7º máximo asistente y el 15º en rebotes ofensivos (2 por partido).
Disputó la Fase de Clasificación para el EuroBasket 2013, celebrado en Eslovenia, no logrando Suiza clasificarse.
Jugó 8 partidos con un promedio de 4,8 puntos (50 % en triples y 78,6 % en tiros libres), 2,6 rebotes y 1,8 asistencias en 22,1 min de media.
Disputó la Clasificación para el EuroBasket 2015, celebrado entre Alemania, Croacia, Francia y Letonia, no logrando Suiza clasificarse.
Jugó 8 partidos de 1ª fase y 4 de 2ª fase, promediando en la 1ª fase 11,1 puntos (42,9 % en triples y 72,7 % en tiros libres), 4,8 rebotes, 3,5 asistencias y 1,1 robos en 29 min de media, mientras que en la 2ª fase promedió 3,8 puntos (33,3 % en triples), 2 rebotes y 1,8 asistencias en 23,8 min de media.
En la 1ª fase fue el jugador que más min promedió de su selección. Finalizó la 1ª fase de la Clasificación para el EuroBasket 2015 con el 11º mejor % de triples, el 14º mejor % de tiros de campo (46,2 %) y el 16º mejor % de tiros de 2 (47,4 %) y fue el 19º máximo asistente, el 14º en min, el 16º en rebotes ofensivos (1,9 por partido) y el 18º en tiros de 2 anotados (3,4 por partido).